# Personnalité autoritaire de droite
 (mars 2023).
La mise en forme du texte ne suit pas les recommandations de Wikipédia : il faut le « wikifier ».
Les points d'amélioration suivants sont les cas les plus fréquents. Le détail des points à revoir est peut-être précisé sur la page de discussion.
- Les titres sont pré-formatés par le logiciel. Ils ne sont ni en capitales, ni en gras.
- Le texte ne doit pas être écrit en capitales (les noms de famille non plus), ni en gras, ni en italique, ni en « petit »…
- Le gras n'est utilisé que pour surligner le titre de l'article dans l'introduction, une seule fois.
- L'italique est rarement utilisé : mots en langue étrangère, titres d'œuvres, noms de bateaux, etc.
- Les citations ne sont pas en italique mais en corps de texte normal. Elles sont entourées par des guillemets français : « et ».
- Les listes à puces sont à éviter, des paragraphes rédigés étant largement préférés. Les tableaux sont à réserver à la présentation de données structurées (résultats, etc.).
- Les appels de note de bas de page (petits chiffres en exposant, introduits par l'outil «  Source ») sont à placer entre la fin de phrase et le point final[comme ça].
- Les liens internes (vers d'autres articles de Wikipédia) sont à choisir avec parcimonie. Créez des liens vers des articles approfondissant le sujet. Les termes génériques sans rapport avec le sujet sont à éviter, ainsi que les répétitions de liens vers un même terme.
- Les liens externes sont à placer uniquement dans une section « Liens externes », à la fin de l'article. Ces liens sont à choisir avec parcimonie suivant les règles définies. Si un lien sert de source à l'article, son insertion dans le texte est à faire par les notes de bas de page.
- La présentation des références doit suivre les conventions bibliographiques. Il est recommandé d'utiliser les modèles {{Ouvrage}}, {{Chapitre}}, {{Article}}, {{Lien web}} et/ou {{Bibliographie}}. Le mode d'édition visuel peut mettre en forme automatiquement les références.
- Insérer une infobox (cadre d'informations à droite) n'est pas obligatoire pour parachever la mise en page.

Pour une aide détaillée, merci de consulter Aide:Wikification.
Si vous pensez que ces points ont été résolus, vous pouvez retirer ce bandeau et améliorer la mise en forme d'un autre article.
 (mars 2023).
En psychologie, l'autoritaire de droite (abrégé RWA, de l'anglais right-wing authoritarian) est un type de personnalité, théorisé par le professeur de psychologie Bob Altemeyer, caractérisé par sa soumission aux figures d'autorité, son agressivité au nom desdites autorités et son conventionnalisme en pensées et son comportement. La prévalence de ce type de personnalité dans une population varie d'une culture à l'autre, l'éducation jouant un rôle important dans la génèse des RWA.
La personnalité autoritaire de droite a été définie par Bob Altemeyer comme un raffinement des recherches de Theodor Adorno. Adorno le premier propose l'existence d'une personnalité autoritaire afin d'expliquer la montée du fascisme et de l'Holocauste, mais sa théorie tombe en disgrâce car fondée sur les théories maintenant controversées de Sigmund Freud. Altemeyer essaye de développer une théorie qui se veut scientifiquement plus rigoureuse.
L'échelle RWA a été conçue pour mesurer l'autoritarisme en Amérique du Nord. Elle s'est avérée aussi applicable dans les pays anglophones comme l'Australie, mais moins dans d'autres pays comme la France en raison de différences culturelles et de problèmes de traduction.

## Définition
Bob Altemeyer, psychologue social canado-américain, propose en 1981 le concept de personnalité autoritaire de droite par les trois caractéristiques suivantes : 
1. un haut degré de soumission à l'autorité perçue comme établie et légitime[5].
2. une agressivité, dirigée contre diverses personnes, perçue comme sanctionnée par les autorités établies[6].
3. un conventionnalisme : fort degré élevé d'adhésion aux conventions sociales qui sont perçues comme approuvées par la société et ses autorités établies[7].

Dans ses écrits, Altemeyer qualifie parfois les autoritaires de droite de « partisans autoritaires » afin de souligner qu'un RWA n'est pas forcément « dirigeant ». Altemeyer fait référence aux dirigeants autoritaires par le terme « dominateur social », et il a beaucoup écrit sur la relation entre les partisans autoritaires et les dominateurs sociaux.

## Évaluation de l'échelle
L'autoritarisme de droite est mesuré par l'échelle RWA, et utilise une échelle de Likert. Les sujets reçoivent un questionnaire contenant 22 affirmations. Les participants répondent sur une échelle en sept points, allant de « Pas du tout d’accord » (1) à « Tout à fait d’accord » (7). L'examinateur notera ensuite chaque réponse en fonction de son caractère autoritaire, allant de 1 à 9. Certaines de ces déclarations sont de nature autoritaire tandis que d'autres sont libérales, de sorte que l'examinateur les note différemment. Ce mélange est conçu pour empêcher les sujets de test de succomber au biais d'acquiescement.
1. Les autorités en place s'avèrent généralement avoir raison sur les choses, tandis que les radicaux et les manifestants ne sont généralement que des « grandes gueules » affichant leur ignorance.
2. Les femmes doivent promettre d'obéir à leur mari lorsqu'elles se marient.
3. Notre pays a désespérément besoin d'un dirigeant puissant qui fera ce qui doit être fait pour détruire les nouvelles voies radicales et le péché qui nous ruinent.
4. Les gays et les lesbiennes sont aussi sains et moraux que n'importe qui d'autre.
5. Il est toujours préférable de faire confiance au jugement des autorités compétentes du gouvernement et de la religion plutôt que d'écouter les tapageurs bruyants de notre société qui essaient de semer le doute dans l'esprit des gens.
6. Les athées et les autres qui se sont rebellés contre les religions établies sont sans aucun doute aussi bons et vertueux que ceux qui fréquentent régulièrement l'église.
7. La seule façon pour notre pays de traverser la crise à venir est de revenir à nos valeurs traditionnelles, de mettre au pouvoir des dirigeants coriaces et de faire taire les fauteurs de troubles qui répandent de mauvaises idées.
8. Il n'y a absolument rien de mal avec les camps nudistes.
9. Notre pays a besoin de libres penseurs qui ont le courage de défier les coutumes traditionnelles, même si cela dérange beaucoup de gens.
10. Notre pays sera un jour détruit si nous ne détruisons pas les perversions qui rongent notre fibre morale et nos croyances traditionnelles.
11. Chacun devrait avoir son propre style de vie, ses croyances religieuses et ses préférences sexuelles, même si cela les rend différents des autres.
12. Les "façons à l'ancienne" et les "valeurs à l'ancienne" montrent toujours la meilleure façon de vivre.
13. Il faut admirer ceux qui ont défié la loi et l'opinion de la majorité en protestant pour le droit à l'avortement des femmes, pour les droits des animaux ou pour abolir la prière à l'école.
14. Ce dont notre pays a vraiment besoin, c’est d’un dirigeant fort et déterminé qui vaincra le mal et nous ramènera sur notre vrai chemin.
15. Certaines des meilleures personnes de notre pays sont celles qui défient notre gouvernement, critiquent la religion et ignorent la "façon normale dont les choses sont censées être faites".
16. Les lois de Dieu sur l'avortement, la pornographie et le mariage doivent être strictement suivies avant qu'il ne soit trop tard, et ceux qui les enfreignent doivent être sévèrement punis.
17. Il y a beaucoup de gens radicaux et immoraux dans notre pays aujourd'hui, qui essaient de le ruiner à leurs propres fins impies, que les autorités devraient mettre hors de combat.
18. Une « place de femme » devrait être là où elle veut être. Les jours où les femmes étaient soumises à leurs maris et aux conventions sociales appartiennent strictement au passé.
19. Notre pays sera grand si nous honorons les voies de nos ancêtres, faisons ce que les autorités nous disent de faire et nous débarrassons des « pommes pourries » qui gâchent tout.
20. Il n’existe pas de «UNE bonne façon» de vivre sa vie, tout le monde doit créer son propre chemin.
21. Les homosexuels et les féministes devraient être félicités pour avoir été assez courageux pour défier « les valeurs familiales traditionnelles.
22. Ce pays fonctionnerait beaucoup mieux si certains groupes de fauteurs de troubles se taisaient et acceptaient la place traditionnelle de leur groupe dans la société.

Psychométriquement, l'échelle RWA améliore significativement l'échelle F, mesure originale de la personnalité autoritaire. L'échelle F a été formulée de manière que l'accord indique toujours une réponse autoritaire, le laissant ainsi sensible au biais de réponse d'acquiescement. L'échelle RWA est équilibrée pour avoir un nombre égal de déclarations pro et anti-autoritaires. L'échelle RWA possède un coefficient alpha généralement compris entre 0,85 et 0,94, dénotant une fiabilité au sujet mesuré. L'échelle RWA a été modifiée au fil des ans, car de nombreux éléments ont perdu leur signification sociale à mesure que la société changeait.

## Prévalence

### Pays occidentaux
En 2021, Morning Consult (une société américaine d'intelligence de données) a publié les résultats d'une enquête mesurant les niveaux d'autoritarisme chez les adultes en Amérique et dans sept autres pays occidentaux. L'étude a utilisé l'échelle de l'autoritarisme de droite de Bob Altemeyer, mais ils ont omis les deux déclarations suivantes de l'échelle d'Altemeyer : (1) « Les autorités établies s'avèrent généralement avoir raison sur les choses, tandis que les radicaux et les manifestants ne sont généralement que des "grandes gueules". montrant leur ignorance. »; et (2) « Les femmes doivent promettre d'obéir à leur mari lorsqu'elles se marient ». L'échelle de Morning Consult ne comportait donc que 20 items, avec une fourchette de score de 20 à 180 points. Morning Consult a constaté que 25,6 % des adultes américains se qualifient comme « RWA élevés » (score entre 111 et 180 points), tandis que 13,4 % des adultes américains se qualifient comme « RWA faibles » (score de 20 à 63 points). Altemeyer a salué l'enquête Morning Consult comme « la meilleure étude jamais réalisée sur l'autoritarisme. ».
|             | RWA faible | RWA élevé | Fiabilité de l'enquête (Alpha de Cronbach) |
| ----------- | ---------- | --------- | ------------------------------------------ |
| Etats-Unis  | 13,4 %     | 25,6 %    | 0,8962                                     |
| Royaume-Uni | 13,6 %     | 10,4 %    | 0,8814                                     |
| Allemagne   | 17,4 %     | 6,7 %     | 0,8184                                     |
| France      | 10,2 %     | 10,7 %    | 0,7472                                     |
| Espagne     | 17,9 %     | 9,2 %     | 0,8396                                     |
| Italie      | 17,9 %     | 12,9 %    | 0,8426                                     |
| Australie   | 17,1 %     | 12,9 %    | 0,8922                                     |
| Canada      | 21,3 %     | 13,4 %    | 0,9040                                     |

### Japon
En 2021, trois chercheurs de l'Université de Kyoto ont publié un article contenant une traduction japonaise de l'échelle RWA d'Altemeyer. Les chercheurs notent qu'avant cela, il n'y avait pas de traductions standardisées de l'échelle RWA en japonais.

## Politique aux États-Unis
Depuis les années 1960 aux États-Unis, les électeurs qui préfèrent les styles de leadership autoritaires sont plus susceptibles de soutenir les candidats Républicains. Les partisans de l'ancien président américain Donald Trump étaient plus susceptibles que les Républicains non partisans de Trump d'obtenir des scores élevés en matière d'agression autoritaire et de domination de groupe.
Altemeyer a suggéré que les politiciens autoritaires sont plus susceptibles d'appartenir au Parti conservateur ou réformiste au Canada, ou au Parti républicain aux États-Unis. Ils ont généralement une philosophie économique conservatrice, s'opposent à l'avortement, soutiennent la peine capitale, s'opposent à la législation sur le contrôle des armes à feu et ne valorisent pas l'égalité sociale. L'échelle RWA est corrélée de manière fiable avec l'affiliation à un parti politique, les réactions au scandale du Watergate, les attitudes pro-capitalistes, l'orthodoxie religieuse et l'acceptation d'activités gouvernementales secrètes telles que les écoutes téléphoniques illégales.
La grande majorité des recherches sur l'autoritarisme de droite ont été effectuées aux États-Unis et au Canada. Cependant, une étude interculturelle de 2003 a examiné la relation entre l'autoritarisme et l'individualisme-collectivisme dans des échantillons (1 080) de Bulgarie, du Canada, d'Allemagne, du Japon, de Nouvelle-Zélande, de Pologne et des États-Unis. Tant au niveau individuel qu'au niveau sociétal, l'autoritarisme était corrélé à l'individualisme vertical ou à la recherche de domination et au collectivisme vertical ou hiérarchique qui est la tendance à se soumettre aux exigences de son endogroupe. Une étude réalisée sur des étudiants israéliens et palestiniens a révélé que les scores RWA des partisans du parti de droite étaient significativement plus élevés que ceux des partisans du parti de gauche et que les scores des sujets laïcs étaient les plus bas.

## Critique et développement
Un raffinement récent de cet ensemble de recherches a été présenté dans le livre de 2005 de Karen Stenner, The Authoritarian Dynamic. Stenner soutient que RWA est mieux compris comme exprimant une réponse dynamique à une menace extérieure, et non une disposition statique basée uniquement sur les traits de soumission, d'agression et de conventionnalisme. Stenner critique l'interprétation de l'apprentissage social d'Altemeyer et soutient qu'elle ne peut pas expliquer comment les niveaux d'autoritarisme fluctuent avec les conditions sociales. Il soutient que l'échelle RWA peut être considérée comme une mesure de l'autoritarisme exprimé, mais que d'autres mesures sont nécessaires pour évaluer les prédispositions autoritaires qui interagissent avec les circonstances menaçantes pour produire la réponse autoritaire.
Les critiques traitent de l'unidimensionnalité de l'échelle RWA. Plusieurs options existent actuellement pour les échelles qui reconnaissent au moins les deux principales composantes sous-jacentes de l'échelle (agression/soumission et conventionnalisme),,,,,,.
Les recherches d'Altemeyer sur l'autoritarisme ont été contestées par le psychologue John J. Ray, qui remet en question les méthodes d'échantillonnage utilisées et la capacité de l'échelle RWA à prédire le comportement autoritaire et fournit la preuve que l'échelle RWA mesure le conservatisme plutôt que la « directivité », une construction que John J. Ray a inventé et qu'il rapporte à l'autoritarisme,. Cependant, l'approche de Ray est une position minoritaire parmi les chercheurs  et d'autres psychologues ont noté que l'échelle RWA et l'échelle F sont de bons prédicteurs des attitudes et du comportement.
En 2017, la nouvelle Regality Theory (théorie de la régalité) proposait une réinterprétation de RWA à la lumière de la psychologie évolutionniste. Il est soutenu que la théorie de la régalité ajoute un niveau d'analyse plus profond à notre compréhension de l'autoritarisme et évite le parti pris politique pour lequel la recherche sur la personnalité autoritaire et RWA est souvent critiquée.
En 2019, Ronald Inglehart a combiné RWA avec sa théorie du postmatérialisme, arguant que les deux reflétaient la tendance des environnements peu sûrs à produire des individus dont la vision du monde valorise le conformisme plutôt que l'expression de soi.